# Miron Konstantinovič Vladimirov
Miron Konstantinovič Vladimirov, vero cognome Šejnfinkel' (in russo Мирон Константинович Владимиров, Шейнфинкель?; Cherson, 15 novembre 1879, 3 novembre del calendario giuliano – Mosca, 20 marzo 1925), è stato un rivoluzionario e politico russo e sovietico.

## Biografia
Concluso nel 1898 l'Istituto agrario di Cherson, si iscrisse nel 1903 al Partito Operaio Socialdemocratico Russo. Arrestato  nel 1907, fu condannato all'esilio in Siberia. Nel maggio 1908 riuscì a fuggire all'estero, per rientrare in Russia nel 1917 e partecipare nelle file dei bolscevichi alla Rivoluzione d'ottobre a Pietrogrado. Tra il 1919 e il 1920 prese parte alla Guerra civile russa come membro del Consiglio militare rivoluzionario su vari fronti.
Dall'ottobre 1920 fino al 1922 fu Commissario del popolo della RSS Ucraina, prima ai beni alimentari e poi all'agricoltura. Dal luglio 1923 alla fine del 1924 fu Commissario del popolo alle finanze della RSFS Russa e vicecommissario del popolo alle finanze dell'Unione Sovietica. Dal 1924 alla morte, avvenuta l'anno successivo, fu vicepresidente del Consiglio superiore per l'economia dell'URSS.